# Liste der Monuments historiques in Rhinau
Die Liste der Monuments historiques in Rhinau führt die Monuments historiques in der französischen Gemeinde Rhinau auf.

## Liste der Bauwerke
| Bezeichnung                | Beschreibung | Standort                           | Kennzeichnung | Schutzstatus | Datum | Bild |
| -------------------------- | --- | ---------------------------------- | ------------- | ------------ | ----- | ---- |
| Usine List                 | Fabrikhalle mit Heizwerk und zwei Wohngebäuden für Arbeiter, Stahlbeton mit verputzter Ziegelverkleidung, Entwurf Ernst Neufert, 1941/42 | 16, 22, 24 rue de Boofzheim (Lage) | PA67000084    | Inscrit      | 2009  |      |
| Ehemalige Kirche St-Michel | Chor, 1540; Schiff 1944 zerstört | Rue de l’Hôtel de Ville (Lage)     | PA00084903    | Inscrit      | 1935  |      |